# Jonas Heiska
Jonas Heiska, född 13 oktober 1873 i Toivakka, död 3 mars 1937 i Jyväskylä, var en finländsk målare.
Heiska studerade vid Finska konstföreningens ritskola 1898 och 1902–1904 samt vid Helsingfors universitets ritsal 1902–1903. Han debuterade 1904.
Heiska målade landskap från mellersta Finland, folklivsbilder, Aleksis Kivi-motiv (illustrationer till Sju bröder) och porträtt i en återhållsam, mjukstämd stil, där han utnyttjade den neoimpressionistiska pointillismtekniken. Han målade även en altartavla för Jyväskylä landsförsamlings kyrka. 